# Луковское
 Луковское  — деревня в Зеленодольском районе Татарстана. Входит в состав Утяшкинского сельского поселения.

## География
Находится в западной части Татарстана на расстоянии приблизительно 36 км по прямой на юг по прямой от районного центра города Зеленодольск в правобережной части района на речке Кубня.

## История
Основана во второй половине XVII века.

## Население
Постоянных жителей было: в 1782 году- 88 душ мужского пола, в 1859—230, в 1897—404, в 1908—516, в 1920—449, в 1926—430, в 1938—413, в 1949—201, в 1958—164, в 1970—119, в 1979 — 82, в 1989 — 42. Постоянное население составляло 20 человек (русские 95 %) в 2002 году, 18 в 2010.